# Martin John Amos

Wappen von Martin John Amos

Martin John Amos (* 8. Dezember 1941 in Cleveland) ist ein US-amerikanischer Geistlicher und emeritierter römisch-katholischer Bischof von Davenport.

## Leben
Der Bischof von Cleveland, Clarence George Issenmann, weihte ihn am 25. Mai 1968 zum Priester.
Papst Johannes Paul II. ernannte ihn am 3. April 2001 zum Weihbischof in Cleveland und Titularbischof von Meta. Der Bischof von Cleveland, Anthony Michael Pilla, spendete ihm am 7. Juni desselben Jahres die Bischofsweihe; Mitkonsekratoren waren Alexander James Quinn, Weihbischof in Cleveland, und Anthony Edward Pevec, emeritierter Weihbischof in Cleveland.
Am 12. Oktober 2006 wurde er zum Bischof von Davenport ernannt und am 20. November desselben Jahres in das Amt eingeführt. Papst Franziskus nahm am 19. April 2017 seinen altersbedingten Rücktritt an.